# SpiderMonkey
SpiderMonkey – wieloplatformowy silnik JavaScriptu i WebAssembly o otwartym kodzie źródłowym. Został napisany przez Brendana Eicha z firmy Netscape Communications, a obecnie jest rozwijany i utrzymywany przez Mozilla Foundation i Mozilla Corporation. Rozpowszechniany jest na licencji MPL.
SpiderMonkey zawiera kompilator, interpreter, dekompilator, garbage collector oraz standardowe klasy. Sam w sobie nie dostarcza środowiska takiego jak obiektowy model dokumentu (DOM).
Silnik ten jest osadzony w aplikacjach dostarczających środowisko hosta. Wykorzystują go m.in. programy takie jak Firefox czy SeaMonkey. Jest on pokrewnym projektem do Rhino.